# 吉本蜂矢
吉本 蜂矢（よしもと はちや）は、日本の漫画家。女性。

## 略歴
吉本犬丸名義にてフレッシュガンガンでデビュー。その後ゲーム系アンソロジー等をメインに活躍。ヤングキングで『デビューマン』をヒットさせる。
2020年「ヤングキングBULL」3月号（少年画報社）の付録として『大雨Hello警報』が収録された。

## 人物
- 柴田亜美の元アシスタントでその当時はJOHNNY（ジョニー）と名乗っていた。
- 非常に寡作な作家として知られる。[要出典]代表作『デビューマン』は1巻の発売から7年後に2巻が発売された。

## 作品リスト
- うさうさにゃんにゃん（大都社、全1巻）ISBN 4886537227（2001年8月）
- デビューマン（少年画報社、全2巻）

1. ISBN 4785918640（1998年7月）
2. ISBN 4785925671（2005年8月）

## 師匠
- 柴田亜美[要出典]